# Smreczany (wieś)
Smreczany (słow. Smrečany, węg. Szmrecsán) – wieś słowacka (obec) położona na Liptowie, w kraju żylińskim, powiecie Liptowski Mikułasz. Smreczany leżą nad Smreczanką (dopływ Wagu), 6 km na północ od Liptowskiego Mikułasza, przy szosie biegnącej w stronę Doliny Żarskiej w słowackich Tatrach Zachodnich (Tatry Liptowskie).
Pierwsze wzmianki o wsi pochodzą z 1299 roku. W czasie II wojny światowej mieszkańcy Smreczan brali czynny udział w słowackim powstaniu narodowym, za co w odwecie Niemcy w znacznym stopniu spalili wieś.

## Zabytki
- wzgórze Hradek – znaleziska z kultury halsztackiej i puchowskiej;
- kasztel z roku 1750 – zbudowany w stylu barokowym, a przebudowany w stylu neoklasycznym;
- kościół ewangelicki z l. 1876-80;
- gotycki kościół katolicki z XIII w. – jeden z najcenniejszych zabytków całego Liptowa; w kościele zachowały się gotyckie freski (XIV w.), na drewnianym stropie znajdują się temperowe malowidła z XVI w., gotyckie ołtarze pochodzą z l. 1480 i 1510, stalle z XV w. zaś barokowe organy datowane są na XVIII w.;